# Intres, Ardèche

Intres este o comună în departamentul Ardèche din sud-estul Franței. În 2015 avea o populație de 159 de locuitori.